# Hanns Theodor Flemming
Hanns Theodor Flemming (* 15. Dezember 1915 in Hamburg; †  5. August 2005 in Reinbek) war ein deutscher Kunsthistoriker und Kunstkritiker.

## Werdegang
Flemming wuchs in einem kunstsinnigen Elternhaus auf. Sein Vater, der aus dem Rheinland stammende Max Leon Flemming, war Kunstmäzen und Kunstsammler. Zu der elterlichen Sammlung gehörten Werke von Picasso, Chagall, Marc, Macke und Kandinsky. Seine Schwester war die spätere Fotografin Evelinde Manon.
Er studierte Kunstgeschichte, Archäologie und Anglistik in München, Heidelberg, Hamburg und Oxford. Daneben arbeitete Flemming seit 1945 als Redakteur beim Nordwestdeutschen Rundfunk (NWDR)  in Hamburg. 1954 wurde er an der Freien Universität Berlin mit einer Arbeit über den englischen Präraffaeliten Dante Gabriel Rossetti zum Dr. phil. promoviert.

## Wirken

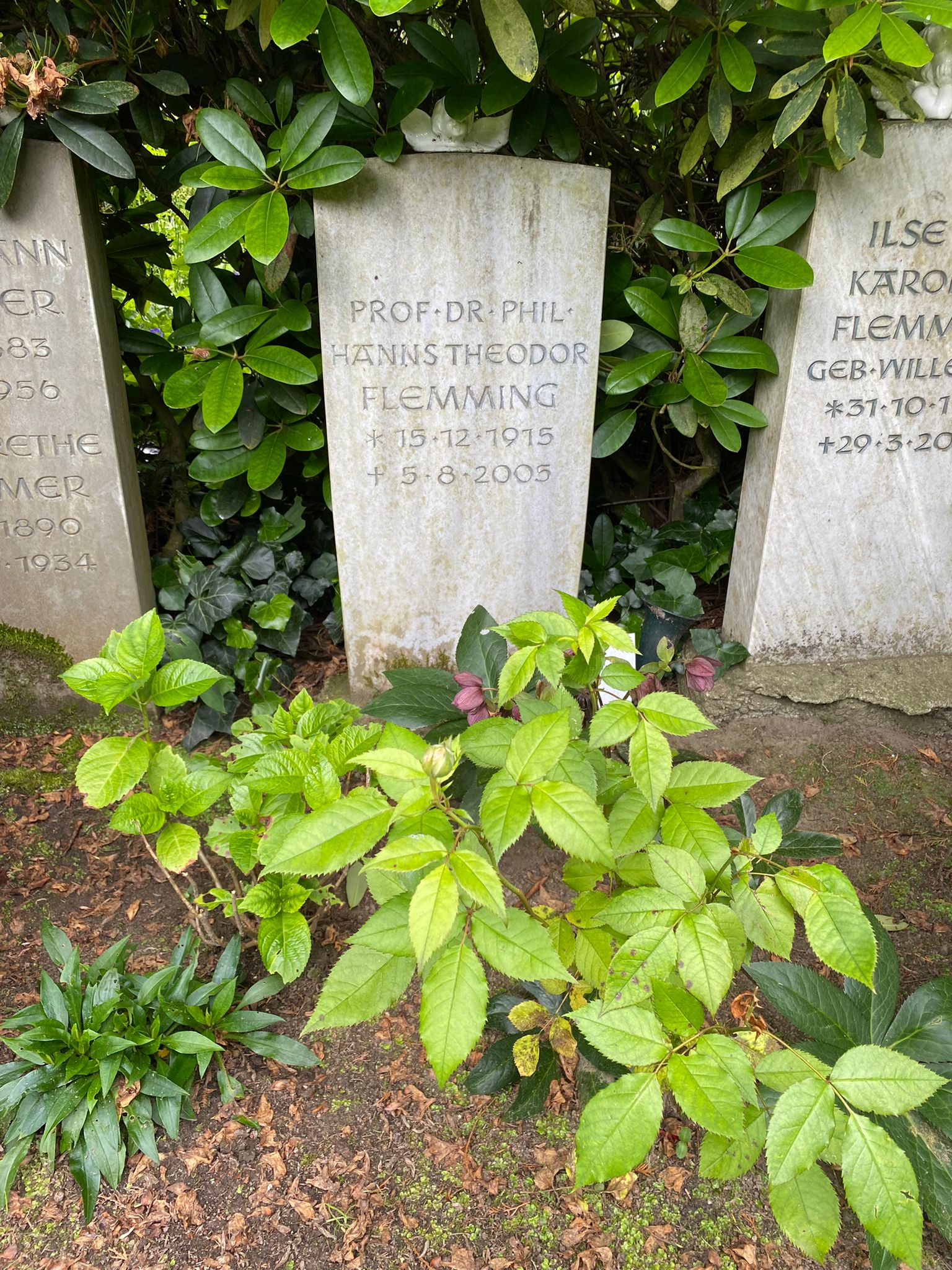
Grabstätte auf dem Friedhof Reinbek

Seit 1946 schrieb er als Kunstkritiker für die Tageszeitung Die Welt, der er Jahrzehnte verbunden war und in der er insgesamt über 6000 Artikel veröffentlicht haben soll. Er berichtete unter anderen auch für die Frankfurter Allgemeine Zeitung und den Tagesspiegel, in zahlreichen in- und ausländischen Kunstzeitschriften erschienen seine Ausstellungsberichte. Flemming war 1951 mit Bruno E. Werner, Franz Roh, Will Grohmann und Carl Linfert Gründer der deutschen Sektion des Internationalen Kunstkritikerverband (AICA), 1952 wurde er Geschäftsführer, 1958 Vizepräsident der deutschen Sektion.
Neben seiner journalistischen und wissenschaftlichen Tätigkeit war Flemming von 1959 bis 1981 Dozent für Kunstgeschichte, anfangs an der Staatlichen Meisterschule für Mode, später im Fachbereich Gestaltung der Fachhochschule Hamburg.
Viele junge Künstler hatten Flemming eine frühe publizistische Aufmerksamkeit zu verdanken. Er berichtete als erster über Bernard Schultze, Paul Wunderlich und Horst Janssen, führte aber auch Gespräche mit Pablo Picasso, Henri Matisse, Max Beckmann und Joseph Beuys. „Hanns Theodor Flemming war allgegenwärtig in Forschung und Lehre, auf Ausstellungseröffnungen und in allen kunstrelevanten Publikationen […]“. Er veröffentlichte Bücher über Ewald Mataré, Henry Moore, Otto Mueller und über Bruno Bruni.
2005 starb Flemming 89-jährig in seinem Haus in Reinbek bei Hamburg. Sein schriftlicher Nachlass befindet sich im Deutschen Kunstarchiv im Germanischen Nationalmuseum in Nürnberg. Er ruht auf dem Friedhof Reinbek. 